# Carleton (Nebraska)
Carleton é uma vila localizada no estado americano de Nebraska, no Condado de Thayer.

## Demografia
Segundo o censo americano de 2000, a sua população era de 136 habitantes.
Em 2006, foi estimada uma população de 121, um decréscimo de 15 (-11.0%).

## Geografia
De acordo com o United States Census Bureau, a localidade tem uma área de 1,3 km², sem área coberta por água. Carleton localiza-se a aproximadamente 477 m acima do nível do mar.

## Localidades na vizinhança
O diagrama seguinte representa as localidades num raio de 16 km ao redor de Carleton.